# Jorge Bernardo Griffa Monferoni
Jorge Bernardo Griffa Monferoni (castellà: Jorge Griffa)  (Casilda, 7 de maig de 1935 - Rosario, 15 de gener de 2024) fou un futbolista argentí de les dècades de 1950 i 1960.

## Trajectòria
Debutà a la primera divisió argentina el 16 d'octubre de 1954 al Club Atlético Newell's Old Boys, club on romangué durant cinc temporades. L'any 1959 fitxà per l'Atlètic de Madrid. Debuta el 13 de setembre de 1959 en un triomf per 3 a 0 davant del UD Las Palmas. En la seva primera temporada al club guanyà la Copa d'Espanya, primera del club. El 1961 guanyà una nova Copa i acaba segon a la Lliga. El 1962 assolí el primer títol internacional de l'equip, la Recopa d'Europa de futbol. La temporada 1964-65 guanyà la seva tercera Copa i la següent es proclamà campió de Lliga. En total jugà 10 temporades a l'Atlético de Madrid, esdevenint el futbolista estranger que més partits disputà amb l'equip fins que l'any 2011 Luis Amaranto Perea el superà amb 203 partits. Formà, juntament amb Calleja i Rivilla, una de les línies defensives més destacades del club. El 1969 fitxà pel RCD Espanyol, que aleshores estava a Segona Divisió, on assolí l'ascens. Jugà al club de Sarrià una temporada més, retirant-se el 1971.
Jugà amb la selecció argentina de futbol el 1959, guanyant una Copa Amèrica.
A continuació començà a treballar com a entrenador al futbol base de Newell's Old Boys, on promocionà homes com Jorge Valdano, Américo Gallego, Ricardo Giusti, Gabriel Batistuta, Fabián Basualdo, Roberto Sensini, Fernando Gamboa, Mauricio Pochettino, Gerardo Martino, Maxi Rodríguez, Juan Simón, Walter Samuel, Aldo Duscher, Julio Zamora, Pablo Guiñazú, Abel Balbo i Gabriel Heinze. Més tard treballà al Club Atlético Boca Juniors, on descobrí homes com Nicolás Burdisso, Sebastián Battaglia, Fernando Gago i Carlos Tevez.
Ha escrit el llibre 39 años en divisiones inferiores on narra la seva experiència com a entrenador.

## Palmarès
Atlètic de Madrid
- Copa del Rei de futbol: 1959-60, 1960-61, 1964-65
- Lliga espanyola: 1965-66
- Recopa d'Europa de futbol: 1961-62

Argentina
- Copa Amèrica: 1959